# Колебания типа «пого»

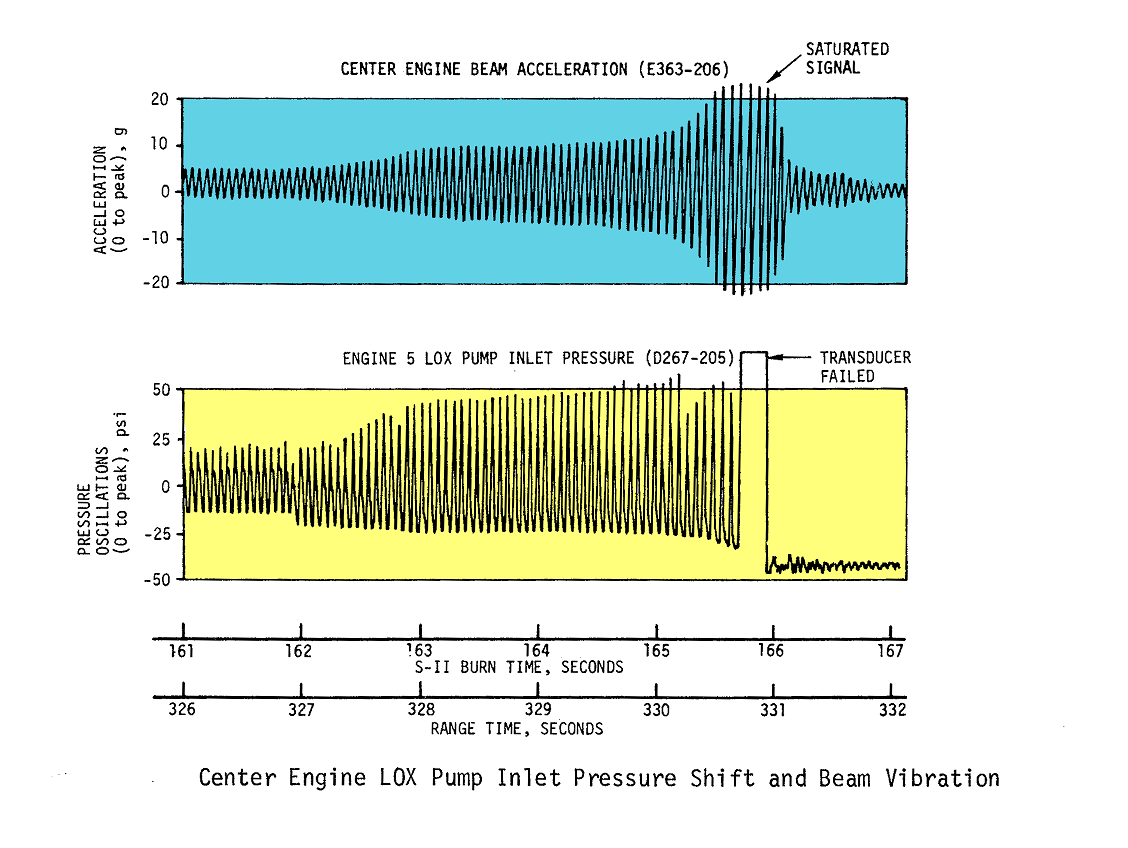
Пого-колебания центрального двигателя J-2 ступени S-II ракеты «Сатурн-5» при выводе корабля «Аполлон-13». Тряска двигателя (датчик ускорений зашкалил за 20 g) и броски давления кислорода на входе в насос (датчик отказал при выходе за 50 psi). Двигатель отключён аварийно.

Колебания типа «пого» — опасные автоколебания жидкостных ракет с частотой порядка 5-20Гц, вызванные низкочастотной неустойчивостью рабочего процесса ракетного двигателя. Возникают от связи процессов горения топлива в двигателе и гидродинамических процессов в системе подачи топлива.

## Свойства колебаний
Низкочастотная неустойчивость рабочего процесса чаще всего наблюдаются в мощных ЖРД тягой более 100 кН (10 тс). Неустойчивость развивается в двигателе в пределах десятых долей секунды и вызывает колебания давления в камере сгорания с частотой от единиц до сотен Гц. На частотах в пределах от единиц до 20 Гц колебания тяги двигателя могут привести к колебаниям напора топлива, которые, в свою очередь, как положительная обратная связь, вызывают колебания тяги. Нестабильность сильно возрастает и превращается в автоколебания, когда колебания тяги и напора усиливают друг друга. Такую тряску двигателя с одновременными бросками давления в камере сгорания и напора топлива и называют «колебаниями типа Пого» (англ. Pogo oscillation).
Последствия могут быть самыми различными, от несущественных вроде дискомфорта до катастрофических со взрывами и разрушениями в полёте. Ракета, испытывая сильные нерасчётные знакопеременные нагрузки или, что ещё хуже, войдя в резонанс, может просто развалиться на части, что происходило неоднократно, не говоря уже об отключении двигателей по броскам давления, повреждении двигателей и их креплений, обрывах трубопроводов, пожарах, ошибках наведения или о проблемах с автоматикой. Вернер фон Браун сравнивал возникающие продольные сжатия-растяжения корпуса ракеты с гармошкой-концертино.
Как и всякие автоколебания, колебания «пого» требуют источника энергии и обратной связи, регулирующей поступление этой энергии в колебательную систему. Причиной автоколебаний является очень сложный комплекс факторов и явлений, из которых наиболее существенны:
- Энергия горения топлива, которая, собственно, и поддерживает колебания
- Склонность двигателя к возникновению низкочастотной нестабильности процесса
- Собственные частоты колебаний в единицы — десятки Гц у конструктивных элементов двигателя, ракеты, самого топлива в магистралях, баках или насосах
- Обратная связь через подачу топлива в двигатель, имеющая причиной:
  - Колебания топлива, топливных баков, трубопроводов, давления газа наддува, сжатие-сокращение гибких сильфонных соединений и т.п.[4][7]
  - Динамику ракеты, ускорения и замедления, влияющие на напор в топливных магистралях[8]
  - Кавитационные процессы в топливных насосах и топливных магистралях[1]
  - Недостатки управляющей автоматики[1]

Ситуация усложняется и тем, что в полёте множество параметров переменны, например, топливо расходуется, тяга двигателя регулируется, меняются ускорения ракеты и свойства атмосферы. Сама ракета, особенно если она большая и сложная, может иметь несколько частот, на которых возможен резонанс. Всё это делает явление ещё более коварным.

## Борьба с явлением

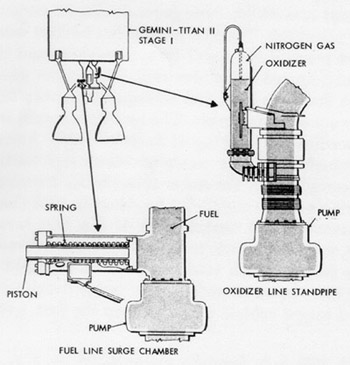
Демпферы на магистралях горючего и окислителя носителя «Титан-II» программы «Джемини». На линии горючего стоит демфер с пружиной, на линии окислителя - демпфер на сжатом азоте.

Борьба с автоколебаниями, сведение их к допустимому уровню ведётся по нескольким направлениям:
- Изменением характеристик колебательной системы, например, изменением конструкции баков и трубопроводов, перегородками в баках
- Ослаблением обратной связи по топливу установкой на магистрали горючего или окислителя специальных демпферов
- Борьбой с кавитацией
- Изменением конструкции камеры сгорания, форсунок, изменением давления для повышения стабильности процесса горения
- Усовершенствованием системы управления

Совокупность мер по борьбе с автоколебаниями и грамотное проектирование ракет, основанные на накопленном опыте, существенно снижают риск возникновения проблемы. Однако из-за крайней сложности явления окончательный ответ дают только лётные испытания и последующая эксплуатация. В истории ракетостроения были случаи, когда колебания «пого» проявлялись далеко не сразу, а принятые меры не всегда снимали проблему полностью. При этом испытания отдельных двигателей и даже целых ступеней на стендах могут проходить вполне успешно. Для пилотируемых пусков требования к устойчивости процессов гораздо жестче, чем для беспилотных.

## История наблюдения явления и борьбы с ним

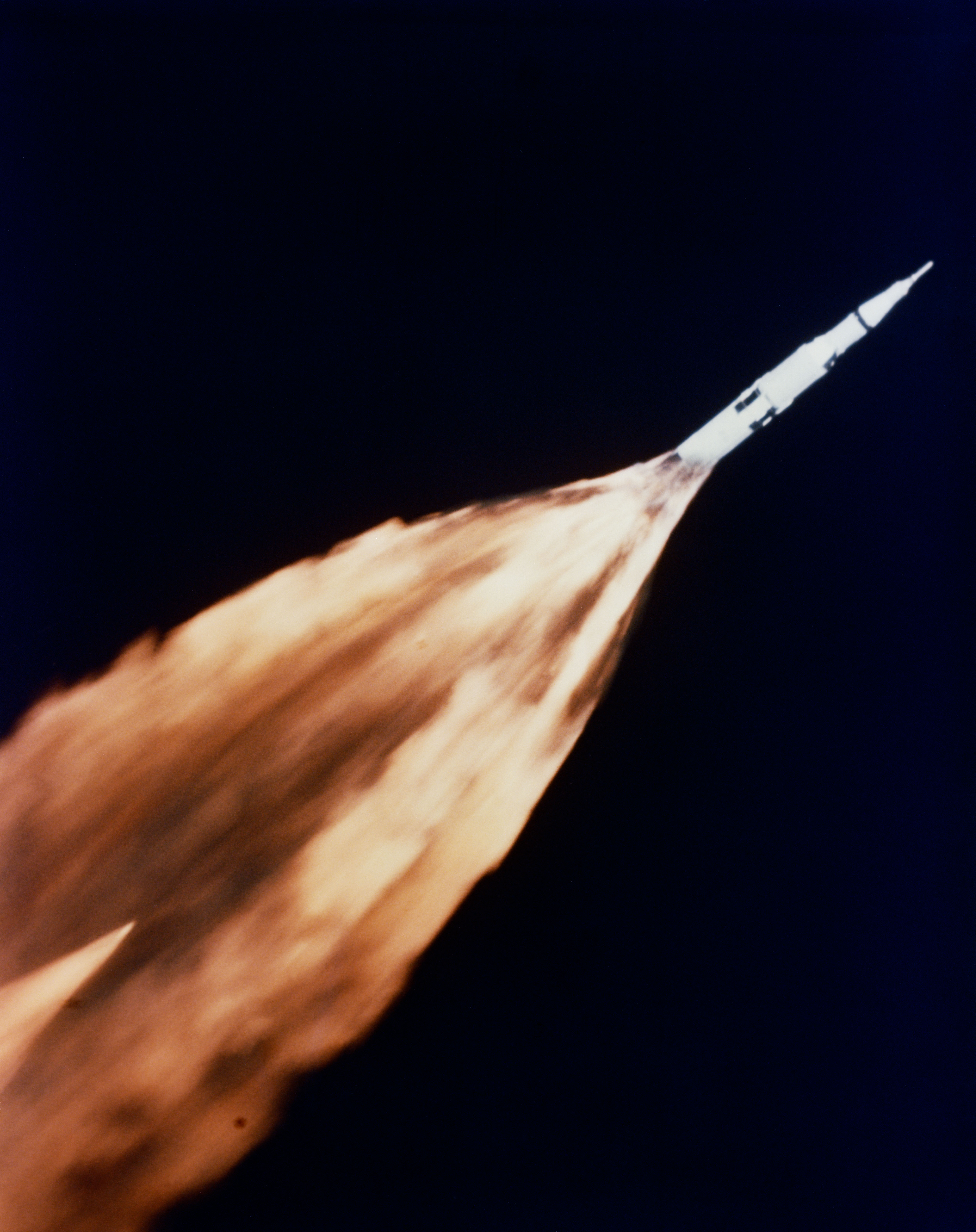
«Аполлон-6». Ракета оставляет неровный след из-за нестабильной работы двигателей первой ступени.

Колебания в полёте, вызыванные перемещением топлива, были замечены ещё на первых ракетах «Фау-2» и их клонах, однако они не были опасными. Настоящие трудности появились на ранних баллистических ракетах «Р-12», и, особенно «Р-16» и ракет-носителей на её базе. Несколько пусков «Р-16» были аварийными из-за тряски как первой, так и второй ступени с частотами порядка нескольких герц, при которой система управления теряла контроль над ракетой. Советские конструкторы исправили недостаток конструкции, введя в баки перегородки особой формы и усовершенствовав систему управления. На ракетах семейства «Р-7» продольные автоколебания с частотой 9-13 Гц и пульсацией давления в двигателях в 4.5 атм привели к авариям с разрушением ракеты-носителя при пусках в сентябре и октябре 1958 г. Эта проблема на семействе «Р-7» была впоследствии побеждена уменьшением обратной связи по напору топлива установкой газовых демпферов на входе в двигатели.
В 1962 г. при испытаниях «Титан-2» на последних минутах выведения наблюдались колебания возрастающей частоты, с 9-10 до 13-15 Гц, при этом перегрузка в головной части ракеты от этой тряски достигала 2.5g. Для того, чтобы использовать эту ракету для пилотируемых полётов по программе «Джемини», потребовалась дорогостоящая доработка с введением демпферов на трубопроводы для снижения уровня вибраций ниже 0.25g. Аналогичные проблемы на советской ракете «УР-100Н», вредно влияющие на точность стрельбы, были обнаружены с опозданием уже после принятия ракеты на вооружение и решались введением специальных грузов на упругой подвеске.
Сходные проблемы на разных стадиях доводки испытывали ракеты «Юпитер», «Тор» и «Атлас», причем на «Атласе» вибрации с частотой 12Гц наблюдались кратковременно в момент сброса двигателя ускорителя. С аналогичными проблемами столкнулись и французские ракетостроители в собственной ракетной программе, в частности, на ракете «Émeraude».
Колебания представляли большую проблему во время «лунной гонки», когда возросла мощность двигателей и стали строить тяжелые ракеты. В частности, необходимость мер противодействия задержала работы по «Сатурн-5» более чем на полгода. Проблемным был и второй пуск, который предшествовал пилотируемым полётам, «Аполлон-6». Наблюдались отказы двигателей и повреждения силовых элементов на первой ступени, из-за чего цели миссии были достигнуты лишь отчасти. Однако явление не было излечено до конца и опасно проявило себя ещё раз при выведении «Аполлона-13», когда из-за бросков давления аварийно отключался один из двигателей второй ступени. Советская лунная ракета «Н-1», в том числе и по этой причине, провалила испытания и вообще не была доведена до работоспособного состояния.